# Агрономичное (Винницкая область)
Агрономи́чное (укр. Агрономічне) — село в Винницком районе Винницкой области Украины. Один из самых молодых населенных пунктов Винницкой области. Был основан, как научно-исследовательская станция, в 1965 году. Село Агрономичное является одним из таких, которые быстрыми темпами развиваются. Население по переписи 2001 года составляет 3852 человека. Занимает площадь 1,51 км².

## Происхождение названия
Название села связано с селекционной работой в области агрохимии. Оно получило такое название после переселения областной опытной станции из села Немерче Мурованокуриловецкого района на эту территорию.

## География
Село Агрономичное находится в 7 км от областного центра города Винница. Оно граничит с селами Бохоники на юге, селом Медвежье Ушко на западе и Пирогово (микрорайон Винницы) на севере. Через село проходит трасса областного значения Т-02-16 Гниванское шоссе. В настоящее время территория Агрономичного составляет 240,8 га; территория сельского совета с полями и дачами — 1703,5 га; угодья — 935,04 га; пашня — 876,41 га; многолетние насаждения — 45,1 га; сенокосы — 4,5 га; пастбища — 10 га; леса — 15,7 га; ставки и водоемы — 33,07 га. Всего в Агрономичном насчитывается 1290 дворов. Население Агрономичного составляет 3801 человек.

### Водоемы
Через село протекает река Безымянная, правый приток Вишни. В Агрономичном находится большое Агрономическое озеро.

## История

### История научно-исследовательской станции
Станция на территории современного села Агрономичное была основана в 1956 году. На базе Немерчанской опытно-селекционной станции Министерства сельского хозяйства УССР и Ильницкой опытной станции пивоваренных ячменей Министерства промышленности и продовольственных товаров СССР.
История Немерчанской опытно-селекционной станции ведет свое начало с 1886 года. Ее основали как акционерное предприятие «Немерчанское семейное хозяйство Бащинского и Лонджинского» по инициативе ученого-агронома Константина Бащинского, директора сахарного завода Михаила Лонджинского и инженера-химика Иосифа Орловского в имении Немерче Подольской губернии, сейчас — село Немерче Мурованокуриловецкого района Винницкой области.
В дореволюционные времена станция могла гордиться своей семенной базой. Но в 1918—1920-х годах весь селекционный материал сахарной свеклы вывезли в Польшу, а весь злаковый материал погиб вместе с документацией.
С 1920 года исследовательская станция «Немерче» была реорганизована в Немерченскую государственную исследовательскую станцию. Селекционную работу из сахарной свеклы, озимой пшеницы, овса и кукурузы начали делать в 1923 году.
В 1936 году Немерчанская станция была реорганизована в Винницкую областную сельскохозяйственную опытную станцию, которая просуществовала до 1940 года.
В период с 1930—1941 годов на станции было проведено более 400 исследований по агротехнике и удобрениям. Проводились опыты новой сельскохозяйственной техники, разработали биологический метод борьбы с вредителями. Был выведен сорт пшеницы арнаутка немерчанська, который с 1947 года был основным в посевных Украинской ССР.
В июле 1956 года на базе Немеречанскои и Ильинской станции образуется Винницкая государственная сельскохозяйственная опытная станция. В 1960-м станцию переносят в колхоз «Бохоники» в 7 километрах от Винницы. В ее состав входят центральное опытное хозяйство «Бохоники» и 4 семенных совхоза: «Красный», «Ильинецкий», имени Жданова и «Александровский». Там насчитывалось 39 работников с высшим образованием и 25 техников.
С 1960-го и до 1991 года разработаны сорта озимой пшиници Еретросперум 529, два сорта рапса Немерчанский 1 и Немерчанский 2268. Был выведен сорт клевера Немерчанский 1 и улучшенный сорт люцерны Озаринский. Созданный сорт многосеменной свеклы НО30, два сорта пивоваренного ячменя, два сорта кукурузы Немерчанская зубовидная и Немерчанская кремнистая.
Отделом защиты растений были проверены новые ядохимикаты. Отделом механизации проводились различные опыты техники. В 1962-м была перестроена жатка ЖН-4,0.
За это время на станции работали более 50 докторов наук. Возглавляли станцию Ф. Е. Сухобрус, Я. К. Веремеенко, В. П. Шутко, В. И. Гудыма, В. К. Блажевский, А. Д. Кравец М. И. Гримак, И. Л. Секуляр, М. Калетник, И. С. Полищук.
9 июля 1985 года на научно-исследовательской станции создан Винницкое научно-производственное объединение «Элита» в составе Винницкой государственной сельскохозяйственной станции.
С 1 января 1994 года Украинская академия аграрных наук предоставила Винницком научно-производственному объединению «Элита» статус Винницкой областной государственной сельскохозяйственной станции. В 2003 году на базе Винницкой областной государственной сельскохозяйственной станции выделили опытное хозяйство.
С 2010 года Винницкую государственную сельскохозяйственную опытную станцию переименовали в Винницкую государственную сельскохозяйственную опытную станцию Института кормов Национальной академии аграрных наук Украины.
С 2011 года после аттестации станция стала Научно-инновационно-технологическим центром Института кормов и сельского хозяйства Подолья Национальной академии аграрных наук Украины.
Сейчас учреждение работает в рамках международного сотрудничества и рыночной экономики. Участвует в многочисленных конкурсах и симпозиумах. В 2008 году получили награду Номинационного комитета Европейской бизнес-ассамблеи и Ученого совета Международного университета города Вена за разработку бобовой агрокультуры Яра Вика. С 2000 года созданы и занесены в государственный реестр растений Украины сорта ярового ячменя: «Лотос», «Скиф», «Винницкий 28», «Незабудка», «Лофан» и «Набат».

### История земель, где находится село Агрономичное, до Второй мировой войны
Первые упоминания о жителях современной территории Винницкого района относятся к VIII в. до н. э., когда с Прекаспия через Дон вторглись воинственные племена скифов.
К юго-востоку от села когда-то располагались поселения эпохи бронзы (ХI-их веков до нашей эры).
Между агрономических и селом Бохоники находилось трипольское поселения и городища Черняховской культуры.
У реки Безымянная, выше села на 2 километра, в урочище Народинци посреди леса находилось городище города Черлисков XV—XVI веков.
Старожилы рассказывают, что до войны на месте Агрономического был лес. А в 30-х годах начали появляться поселения для рабочих и солдат, потому что рядом начали строить военный аэродром.

### Вторая мировая война
Над территорией нынешнего села Агрономичное происходили воздушные дуэли. В первые дни войны здесь погиб Семен Медник — летчик 88-истребительного авиаполка. Ему и еще 13 погибшим пилотам установлен памятник в виде крыла самолета.
В будущем селе Агрономичное будут жить много героев, которые прошли войну. Из этого аэродрома удалось эвакуироваться и в дальнейшем воевать батальонному комиссару полка В. Т. Потасьеву, командиру полка майору А. Маркелову, начальнику штаба полка Г. А. Пшенику, техников самолета Н. С. Сытникову, АП. Бушуеву. Они принимали активное участие в боевых действиях на Кавказе.
В небе над Агрономичным боевую славу получил лейтенант Василий Максименко. Тогда, в июле 1941 года, он сбил свой первый «Мессершмитт». За годы войны он совершил 515 боевых вылетов и сбил 17 вражеских самолетов.
Освободили будущую территорию села Агрономичного от нацистских захватчиков 20 марта 1944 года.

### История села
На основе научно-исследовательской станции в 1965 году был создан колхоз и село Агрономичное. В 1966-м построили первый многоквартирный двухэтажный дом. В 1967-м построили еще один двухэтажный дом для работников сельскохозяйственной станции.
Еще с 1958 и до 1978-го годов на исследовательской станции издавалась единственная в селе газета «Достижение Октября».
В начале 70-х годов в селе Агрономичное открыли первый магазин. В 1973 году провели водопровод.
В селе Агрономичное есть 5 воинов-интернационалистов, исполнявших интернациональный долг в Афганистане: Владимир Постовой, который служил в 1985—1987 годах, Олег Шуликин (1984—1986), Юрий Молотов (1982—1984), Александр Шлапак (1985—1987) и Леонид Кучерук (1986—1988).
В 1986 году создана Агрономическая сельсовет.
В 1987 году появилось несколько многоэтажек.
В 1989 году построили общежитие на 535 мест.
В 1992 году открылась Агрономичненская общеобразовательная школа.
Житель села Агрономичное Богдан Дацюк, солдат Национальной гвардии Украины, погиб в 2015 году во время охраны общественного порядка возле Верховной Рады Украины. Награжден орденом «За мужество» III степени и нагрудным знаком «За особые заслуги» посмертно.
С 2016 года до сих пор идет противостояние между жителями села Агрономичное и Винницким национальным аграрным университетом за 470 гектаров сельскохозяйственной земли. Университет считает эту землю своей, а жители села утверждают, что эта территория принадлежит общине. Продолжаются суды.
9 июля 2018 года в Агрономичном открыли первый ЦНАП, где предоставляются 37 различных услуг, в том числе и загранпаспорта. Это первый ЦНАП в Украине на территории сельского совета.

## Религия
На территории села Агрономичное действует храм Покрова Пресвятой Богородицы УПЦ (МП). Настоятель храма — протоиерей Андрей Согур.

## Памятники и туристические места
Памятник в честь 14 погибших воинов 88-го истребительного авиаполка в виде крыла сбитого самолета.
В Центре села Агрономичное есть огромный дуб, которому несколько сотен лет. Считается, что это единственное дерево, которое осталось со времен, когда территория села была большим лесом.
Также в Агрономичном один из крупнейших конно-спортивных клубов Украины

## Спорт
В Агрономичном существует большая боксерская традиция. Местный житель Владислав Шевченко получил I место в 17-м международном турнире по боксу памяти Р. Песина в 2014 году. А также первое место в III всеукраинском детском турнире по боксу «Шаувару» во Львове 2014 и I место в 5-м Чемпионате области по боксу среди юношей 2001—2002 годов в 2015-м.
Еще один местный боксер Сергей Здор является победителем международного турнира по боксу в Германии и является Мастером спорта Украины.
Аралова Елизавета является чемпионкой Винницкой области по художественной гимнастике 2014 года.